# Gaston de Galliffet

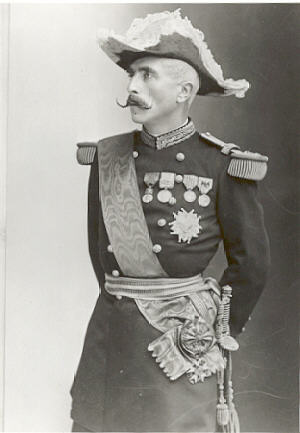
Marquis de Galliffet, Foto von Nadar

Gaston Alexandre Auguste, Marquis von Gallifet, Prince de Martignes (* 23. Januar 1830 in Paris; † 8. Juli 1909 ebenda) war ein französischer General und Kriegsminister.

## Leben

### Familie und Ausbildung
Er stammte aus einer Militärfamilie, die durch die Revolution teilweise ruiniert worden war. Nach einer mittelmäßigen Schulausbildung und dem Erwerb des Baccalauréat ès lettres (1846) trat er am 22. April 1848 in die leichte Kavallerie ein. Im Oktober 1859 heiratete er Florence Georgina Laffitte, die Tochter des Grafen Charles Laffitte und Großnichte des Bankiers Jacques Laffitte. Das Paar hatte drei Kinder.

### Militärische Laufbahn
Galliffet trat 1848 in die Armee ein, wurde 1853 Sous-lieutenant, 1860 Capitaine, 1863 Stabsoffizier und nahm am Feldzug in Mexiko teil. Galliffet stieg 1865 zum Lieutenant-colonel und 1867 zum Colonel  auf. Er befehligte dann das 3. Regiment der Chasseurs d’Afrique. Seit dem 30. August 1870 Général de brigade, führte er am 1. September während der Schlacht bei Sedan an Stelle des tödlich verwundeten Général de division Margueritte die französische Kavallerie bei den Angriffen auf die bei Floing stehende preußische Infanterie und zeichnete sich auch hierbei durch stürmische Tapferkeit und rücksichtsloses Einsetzen der eigenen Person aus. Nach der Kapitulation von Sedan blieb Galliffet bis zum Schluss des Krieges in deutscher Kriegsgefangenschaft, übernahm dann den Befehl über eine Brigade der Armee von Versailles und führte diese während der Niederschlagung des Aufstandes der Pariser Kommune.
In einem Zitat von Karl Marx, Bürgerkrieg in Frankreich, heißt es:

„Galliffet, der ‚Louis‘ seiner Frau, so notorisch durch die schamlose Schaustellung ihres Leibes bei den Gelagen des zweiten Kaisertums, Galliffet prahlte in einer Proklamation, dass er die Ermordung einiger durch seine Reiter überraschten und entwaffneten Nationalgardisten, samt ihrem Hauptmann und Lieutenant, befohlen habe.“

Galliffet übernahm hierauf den Befehl über die Subdivision in Batna in Algerien, schlug im Winter 1872/73 einen Aufstand der Araber durch einen wagemutigen Zug nach El Golea nieder und übernahm darauf 1873 den Befehl über eine Infanteriebrigade des VIII. Korps. 1875 wurde er Général de division und erhielt die 15. Infanteriedivision in Dijon, schloss sich anschließend, trotz seiner bonapartistischen und klerikalen Gesinnung, öffentlich der republikanischen Partei an und wurde bald der erklärte Günstling Léon Gambettas.
Galliffet übernahm es, die französische Kavallerie neu zu organisieren und wurde zu diesem Zwecke mit einer Machtfülle ausgestattet, die vor ihm kein Reitergeneral besessen hatte. Durch Vorträge über die Ausbildung und den Dienst der Kavallerie, über Reiten und Pferdepflege verbreitete Galliffet unter den höheren Führern der Waffe gleichmäßige Anschauungen über die Handhabung des Dienstes und übernahm die obere Leitung der auf seine Veranlassung ins Leben gerufenen großen Kavallerienmanöver, bei denen er sich unermüdlich tätig erwies, um die Truppe sowohl für die Schlacht wie für den strategischen Aufklärungsdienst vorzubereiten und in den Bewegungen im großen Verband zu schulen.
Galliffet wurde 1879 an die Spitze des IX. Korps in Tours berufen und übernahm daneben den Vorsitz des Kavalleriekomitees. In dieser Stellung übte er entscheidenden Einfluss in allen auf die Reiterei bezüglichen Personalfragen und schaltete alle Elemente aus, die seinen Auffassungen entgegenstanden. 1880 wurde er Befehlshaber der Truppen von Paris. 1882 legte er dieses Kommando nieder und verblieb nur Mitglied des obersten Kriegsrates und Präsident des Kavalleriekomitees, woraus ihn 1886 Kriegsminister Boulanger entfernte. Nachdem dieser selbst vom Schauplatz abgetreten war, wurde Galliffet reaktiviert. 1895 schied er nach erreichter Altersgrenze aus dem aktiven Dienst aus, bekleidete aber vom 22. Juni 1899 bis zum 29. Mai 1900 im Kabinett Pierre Waldeck-Rousseaus das Amt des Kriegsministers.

### Kriegsminister
Als Kriegsminister trat er als Verteidiger von Alfred Dreyfus in der Dreyfus-Affäre hervor. Er unterstützte Marie-Georges Picquart in seinen Bemühungen, Dreyfus zu entlasten und vertrat ein Amnestiegesetz. Als überzeugter Republikaner war er bemüht, die Armee in die Dritte Französische Republik zu integrieren. Paradoxerweise war dazu sein Ruf als „Henker der Commune“ hilfreich.
Galliffet war Träger des Großkreuzes der Ehrenlegion.

### Literarische Rolle
Dem Marcel-Proust-Biographen George D. Painter zufolge ist die Figur des Generals de Froberville in dem Roman Auf der Suche nach der verlorenen Zeit von Galliffet inspiriert. Zwar tritt Froberville nur einmal kurz im ersten Band (im Kapitel Eine Liebe Swanns) auf, doch war Galliffet tatsächlich mit dem Grafen Louis de Turenne (Vorbild für Prousts Figur des Grafen Hannibal de Bréauté) und mit Charles Haas (1832–1902) befreundet, dem Vorbild für Charles Swann, den Haupthelden des Romans, und hatte diesem zur Zulassung in den Jockey-Club de Paris verholfen.